# Пугач віргінський
Пугач віргінський (Bubo virginianus) — великий птах з родини совових, поширений у Північній та Південній Америці. У Південній Америці поширений підвид Bubo virginianus nacurutu.
Цей птах легко адаптується до природних умов і має дуже великий ареал. Ці птахи можуть жити в листопадних, хвойних і змішаних лісах, тропічних лісах, у степу, гірських областях, пустелях, субарктичних тундрах, скелястих узбережжях, на болотах і в деяких міських областях. Хоча і рідкісний у екстремальних областях (тобто пустелях та щільних тропічних лісах), цій птах зустрічається в більшості середовищ. За деякими даними, пугач віргінський уникнув значного скорочення у порівнянні з пугачем європейським, внаслідок ДДТ.
Віргінські пугачі переважно ведуть нічний спосіб життя і активні вночі. Взимку ведуть одиночний спосіб життя, влітку ж збираються в пари. Члени сім'ї пугачів тримаються разом до осені, після чого молодняк відлітає. Воліють поодинокий спосіб життя, збираючись в пари в період розмноження. Гніздиться в дуплах або кинутих гніздах інших птахів. Може гніздитися в будинках, щілинах скель і навіть печерах. Іноді гніздиться на землі.

## Підвиди
- B. v. algistus (Oberholser, 1904)
- B. v. elachistus Brewster, 1902
- B. v. heterocnemis (Oberholser, 1904)
- B. v. lagophonus (Oberholser, 1904)
- B. v. mayensis Nelson, 1901
- B. v. mesembrinus (Oberholser, 1904)
- B. v. nacurutu (Vieillot, 1817)
- B. v. nigrescens Berlepsch, 1884
- B. v. pacificus Cassin, 1854
- B. v. pallescens Stone, 1897
- B. v. saturatus Ridgway, 1877
- B. v. subarcticus Hoy, 1853
- B. v. virginianus (Gmelin, 1788